# Dassault Mirage IV
Dassault Mirage IV là một máy bay trinh sát và ném bom chiến lược phản lực siêu thanh của Pháp. Đây là một loại vũ khí chính trong chính sách Force de frappe, hay chương trình vũ khí hạt nhân răn đe của Pháp.

## Development

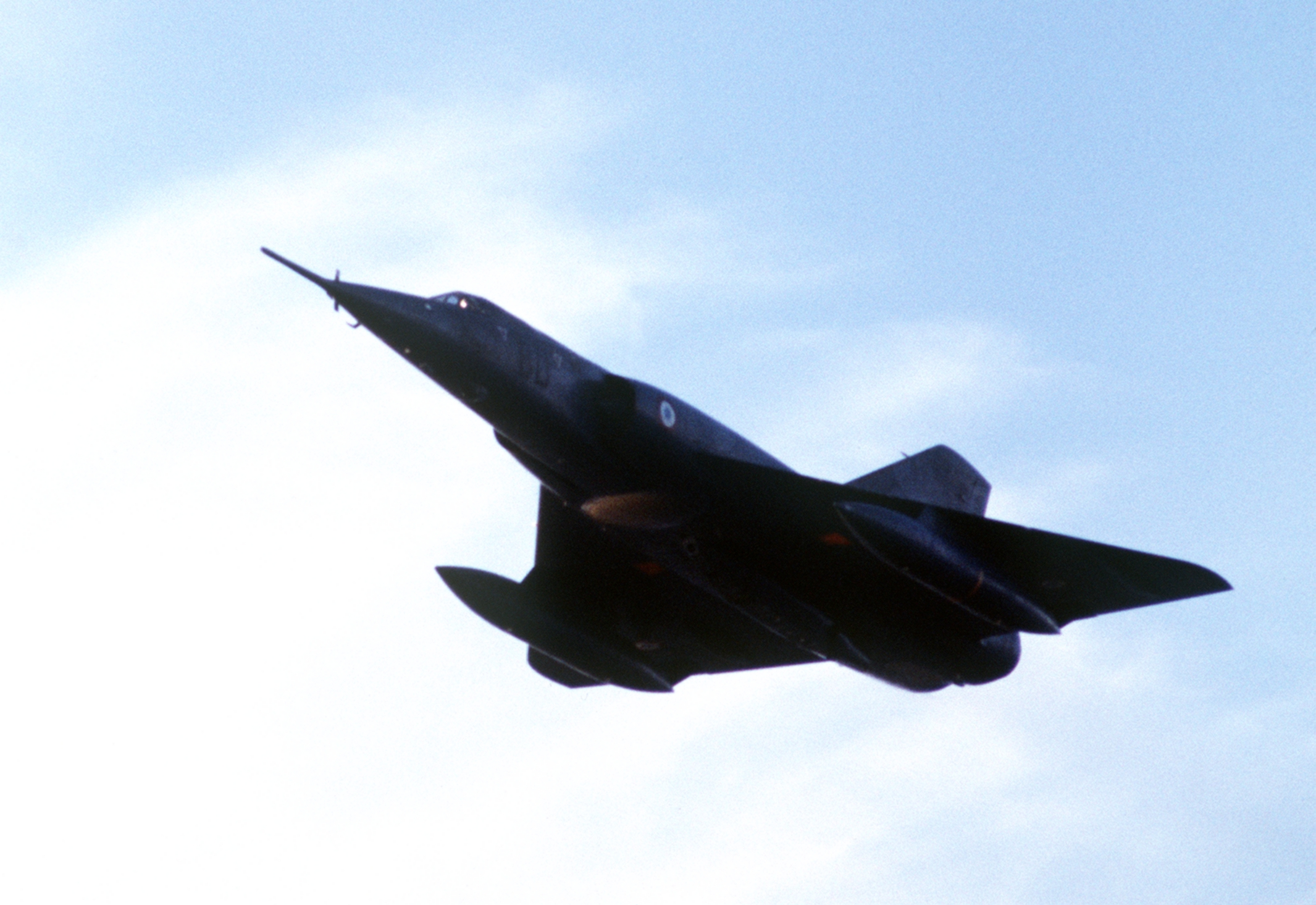
Mirage IV

Công việc về một máy bay ném bom siêu thanh có thể mang một bom hạt nhân được bắt đầu tại Pháp vào năm 1956 như một phần của chương trình vũ khí hạt nhân răn đe độc lập của Pháp. Những đặc điểm cuối cùng, cùng được xác định bởi các nhà chức trách chính phủ và nhân viên cao cấp của Dassault, chúng được phê chuẩn vào ngày 20 tháng 3-1957. Kết quả của Dassault là nguyên mẫu đầu tiên có tên gọi là Mirage IV 01, có nhiều điểm giống như Mirage IIIA, mặc dù nó có bề mặt cánh gấp đôi, hai động cơ thay vì một và gấp đôi trọng lượng không tải. Mirage IV có khả năng mang nhiêu liệu bên trong gấp 3 lần so với Mirage III. Hình dáng khí động học của nó cũng rất giống với Mirage III nhưng khác về số đo và cách bố trí.
01 là một nguyên mẫu thí nghiệm được xây dựng để thăm dò và giải quyết những vấn đề phát sinh do các chuyến bay siêu thanh kéo dài gây ra. Những kết cấu kỹ thuật khá lớn và hoạt động không chắc chắn (không có máy bay nào có thể bay ở tốc độ Mach 1.8 ở vận tốc tuần tra trong một thời gian dài) chỉ là một phần của vấn đề. Vấn đề về vũ khí cũng là một phần trong những sự cố.
Dassault đã mất 18 tháng để chế tao nguyên mẫu 01 tại nhà máy Saint-Cloud gần Paris. Cuối năm 1958, máy bay đã được chuyển tới trung tâm thử nghiệm bay Melun-Villaroche để tiếp xúc lần cuối và thử nghiệm mặt đất.
Roland Glavany là phi công đã bay thử nghiệm 01 lần đầu vào ngày 17 tháng 6-1959. Chuyến bay thứ 3 được diễn ra vào ngày 20 tháng 6-1959, và nguyên mẫu 01 đã được cho phép trình diễn tại Triển lãm hàng không Paris tại sân bay Le Bourget với sự có mặt của tổng thống Pháp là Charles de Gaulle. Vào ngày 19 tháng 9-1960, phi công René Bigand đã lập một kỷ lục thế giới về tốc độ bay một chu vi kín 1000 km với vận tốc 1.822 km/h (1.132 mph). Chuyến bay thứ 183 vào ngày 23 tháng 9, đã chứng minh hiệu suất ban đầu và lập một kỷ lục bay một vòng khép kính 500 km với vận tốc 1.972 km/h (1.225 mph), tốc độ trong khoảng Mach 2.08 đến Mach 2.14.
Nguyên mẫu 01 dần dần bộc lộ tầm hoạt động không được lớn, phức tạp hơn dự án Mirage IVB được phát triển. Khi cân nhắc về giá thành thì Mirage IVA kích thước trung bình được chọn như một phương án cuối cùng. 

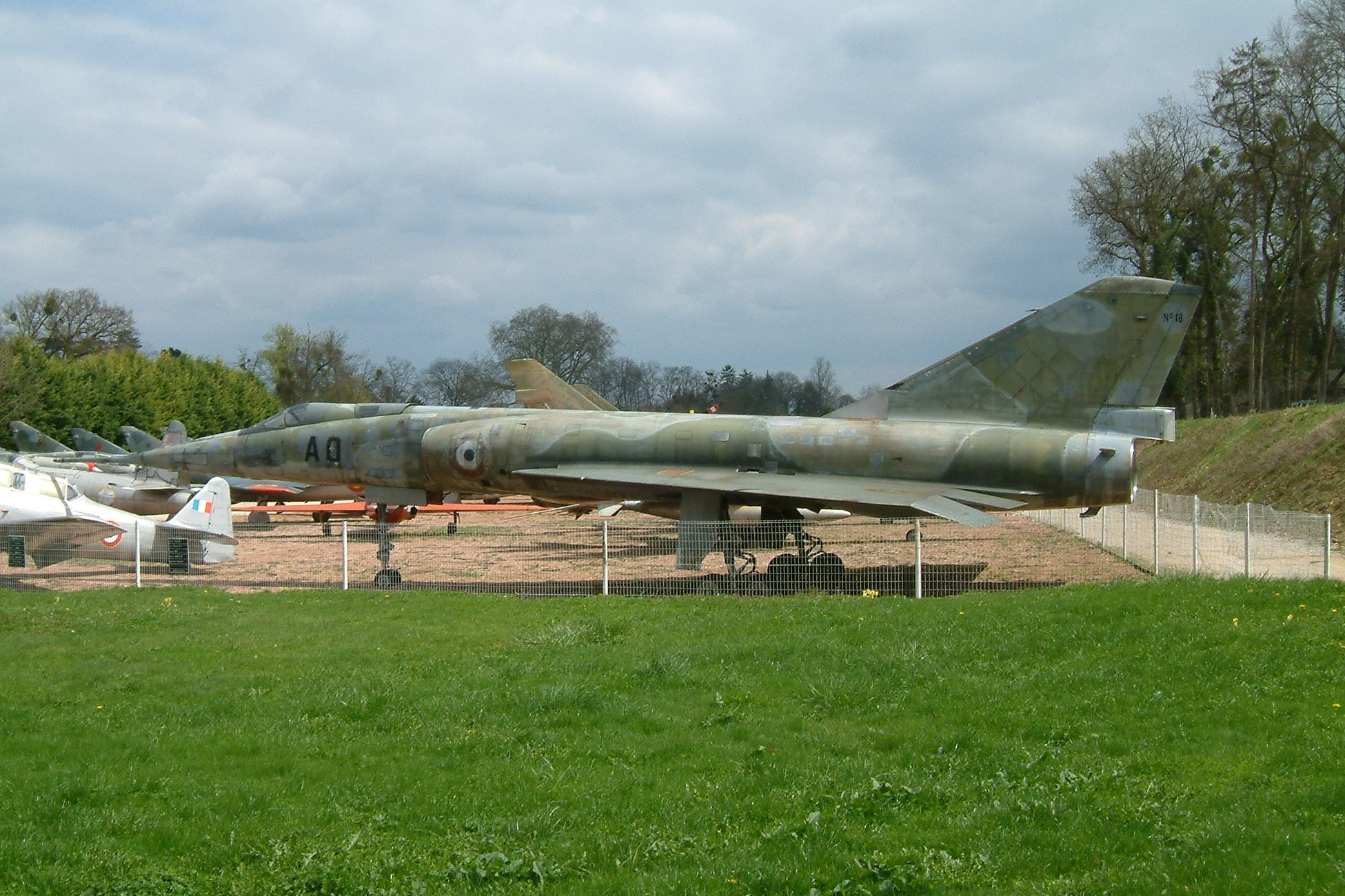
Mirage IV tại viện bảo tàng

Nguyên mẫu Mirage IVA-02 thực hiện chuyến bay đầu tiên vào ngày 12 tháng 10-1961, và được công nhận để sản xuất hàng loạt. Nguyên mẫu đầu tiên Mirage IVA bay vào tháng 12 năm 1963. Seri A bao gồm 62 máy bay được chế tạo, và chúng bắt đầu hoạt động trong khoảng thời gian từ 1964-1968.
Vào tháng 2 năm 1964, Mirage IV được trang bị cho các phi đội ném bom chiến lược đầu tiên của Pháp: 
- Escadron de Bombardement 1/91 có căn cứ tại Mont de Marsan.
- Escadron de Bombardement 2/91 có căn cứ tại Cazaux.

Sau đó là các phi đội:
- 1/93 'Guyenne' có căn cứ tại Istres.
- 2/93 'Cevennes' có căn cứ tại Orange.
- 1/94 'Bourbonnais' có căn cứ tại Avord.
- 2/94 'Marne' có căn cứ tại St-Dizier.
- 3/94 'Arbois' có căn cứ tại Luxeuil.
- 3/91 'Beauvaisis' có căn cứ tại Creil.
- 3/93 'Sambre' có căn cứ tại Cambrai.

Sau khi Mirage IV được trang bị cho các phi đội trong lực lượng răn đe hạt nhân của mình, Pháp đã rút khỏi bộ chỉ huy hỗn hợp của NATO vào năm 1966.
Những mục tiêu chính của Mirage IVA là các căn cứ và thành phố chính của Liên Xô. Với khả năng tiếp nhiên liệu trên không, máy bay có thể tấn công Moskva, Murmansk hay các thành phố của Ukraina từ các căn cứ của Pháp. Để tiếp nhiên liệu cho các phi đội Mirage IVA, Pháp đã mua của Mỹ một số máy bay chở nhiên liệu KC-135F. Những chiếc Mirage IVA cũng thường hoạt động theo từng đôi một, với một máy bay mang vũ khí và chiếc kia mang thùng nhiên liệu, điều này cho phép chúng tiếp nhiên liệu cho nhau trong quãng đường bay tới mục tiêu. Tuy vậy, một số nguồn cho rằng mặt trái của nhiệm vụ này thật sự là một nhiện vụ kamikaze từ đó phi công không có cơ hội để trở về sau khi đã ném bom một thành phố cửa Liên Xô.
Lúc đầu, mặt trái của các chuyến bay tấn công cơ bản là "high-high-high" ở tốc độ Mach 1.85, điều này hứa hẹn những mục tiêu trong bán kính cực đại là 3.500 km (2.175 mi). Vào cuối thập niên 1960, khi những đơn vị tên lửa không đối không đã có thể bắn hạ những mục tiêu bay cao, thì Mirage IVA đã được sửa đổi để xâm nhập vào tại độ cao thấp, tốc độ tấn công tối đa giảm xuống còn 1.100 km/h (680 mph) và bán kính chiến đấu cũng bị giảm xuống.
Vào thập niên 1970 người ta nhận thấy Mirage IV dễ bị tấn công bởi những hệ thống phòng không (thậm chí khi bay ở độ cao thấp), đã khiến việc giao loại bom tự do như AN-11 hay AN-22 trở nên không thực tế. Để đáp trả lại, Pháp đã phát triển tên lửa phóng từ xa ASMP, với tầm bắn là 400 km (250 mi) và đầu nổ hạt nhân từ 150-300 kT. 19 chiếc Mirage IVA đã được sửa đổi để mang loại vũ khí mới này thay vì mang bom và được gọi tên là Mirage IVP (Penetration - Xâm nhập). Mirage IVP đầu tiên bay vào ngày 12 tháng 10-1982 và bắt đầu hoạt động vào ngày 1 tháng 5-1986. Đây là phiên bản có thể mang hoặc một tên lửa hoặc thiết bị trinh sát ở giữa thân. Khi Mirage IVP bắt đầu hoạt động trong phi đội EB 1/91 và EB 2/91 (6 máy bay ném bom một phi đội), mọi phi đội Mirage IVA khác đã bị giải tán. Những máy bay này được lưu trữ trong các nhà chứa tại Bordeaux Mérignac, nơi chúng bị phá hủy vào năm 1997.
Vào năm 1996, nhiệm vụ mang vũ khí hạt nhân của Mirage IVP đã được chuyển cho Mirage 2000N. Phi đội EB 2/91 bị giải tấn và EB 1/91 được đổi tên thành Escadron de Reconnaissance Stratégique (Strategic Reconnaissance Squadron - Phi đội trinh sát chiến lược), sử dụng 12 chiếc Mirage IVP còn lại. Trong vai trò trinh sát, Mirage IVP đã tham gia vào các cuộc chiến tại Bosnia, Iraq, Kosovo, và Afghanistan.
Phi đội ES 1/91 Gascogne còn sử dụng Mirage IVP cho đến năm 2005 và những máy bay này được giữ tại Centre d'Instruction Forces Aériennes Stratégiques (CIFAS) ở Bordeaux Mérignac. Ngay lập tức những chiếc Mirage 2000N đã được dùng để thay thế Mirage IVP, Mirage 2000N được trang bị hệ thống PRNG mới (Pod de Reconnaissance Nouvelle Génération, New Generation Reconnaissance Pod - Thiết bị trinh sát thế hệ mới) với thiết bị camera kỹ thuật số. Tuy nhiên, Mirage 2000N dùng để trinh sát không sẵn sàng hoạt động cho đến năm 2007, do đó những chiếc Mirage F1CR sẽ được sử dụng cho nhiệm vụ trinh sát trong Không quân Pháp một thời gian.

## Miêu tả
Mirage IV tương tự trong cách trình bay thiết kế với các máy bay chiến đấu Mirage, điểm nỏi bật là cánh tam giác và không có cánh đuôi, một bộ thăng bằng thẳng đứng. Nó có hai động cơ phản lực SNECMA Atar, những cửa hút khí được đặt ở hai cánh máy bay, rất giống với Mirage III. Nó có thể đạt đến tốc độ siêu thanh lớn: máy bay chỉ có thể đạt được tốc độ Mach 2.2 do sự hạn chế khả năng chịu nhiệt của thân máy bay, mặc nó có khả năng đạt tốc độ lớn. Dù máy bay có 14.000 lít (3.700 gal (US)) nhiên liệu chứa bên trong, nhưng động cơ của nó vẫn không đủ nhiên liệu để sử dụng, đặc biệt trong khi đốt nhiên liệu lần hai.
Phi hành đoàn của nó có hai người (phi công và người dẫn đường) được bố trí ngồi trong buồng lái ở những khoang riêng biệt. Một radar ném bom/dẫn đường được bố trí bên trong một khoảng trống trong thân máy bay dưới những khe hút khí, ở cuối buồng lái. Một cần tiếp nhiên liệu trên không được chế tạo ở phần mũi.
Mirage IV có hai giá treo dưới mỗi cánh, với những giá treo bên trong bình thường được sử dụng cho mang các thùng nhiên liệu bỏ được chứa 2.500 lít (660 gal (US)). Những giá treo phía ngoài mang thiết bị ECM và kim loại gây nhiễu/pháo sáng bổ sung vào hệ thống thiết bị gây nhiễu và đối phó vốn có của máy bay. Trên máy bay hiện nay được trangbij thiết bị gây nhiễu điển hình là Barax NG dưới mạn cánh và Boz ở dưới cánh mạn phải. Mirage IV không được trang bị pháp. Những chiếc Mirage IVA đầu tiên có một chỗ dưới động cơ để đặt vũ khí hạt nhân AN-11 hoặc AN-22 có sức công phá 60-kT.
Từ năm 1972 trở về trước, 12 máy bay đã được trang bị thiết bị trinh sát CT52 ở chỗ mang bom. CT52 có thể sử dụng trong BA (Basse Altitude, độ cao thấp) hoặc HA (Haute Altitude, độ cao lớn) với các phiên bản mang 3 hoặc 4 camera tầm xa. Một cấu hình thứ ba là mang thiết bị quét hồng ngoại. Không một chiếc Mirage IV nào trang bị CT52 sử dụng hệ thống số, chủ yếu vẫn dựa vào các phim camera đã lỗi thời.
Mirage IVP sau này có thể được trang bị bới một giá treo ở giữa thân cho tên lửa tầm xa ASMP.
Mirage IVA theo lý thuyết có thể mang tới 6 quả bom quy ước lớn, nhưng việc trang bị như vậy hiếm khi được sử dụng trong thực tiễn.

## Quốc gia sử dụng
- Pháp: Không quân Pháp

## Thông số kỹ thuật (Mirage IVA)

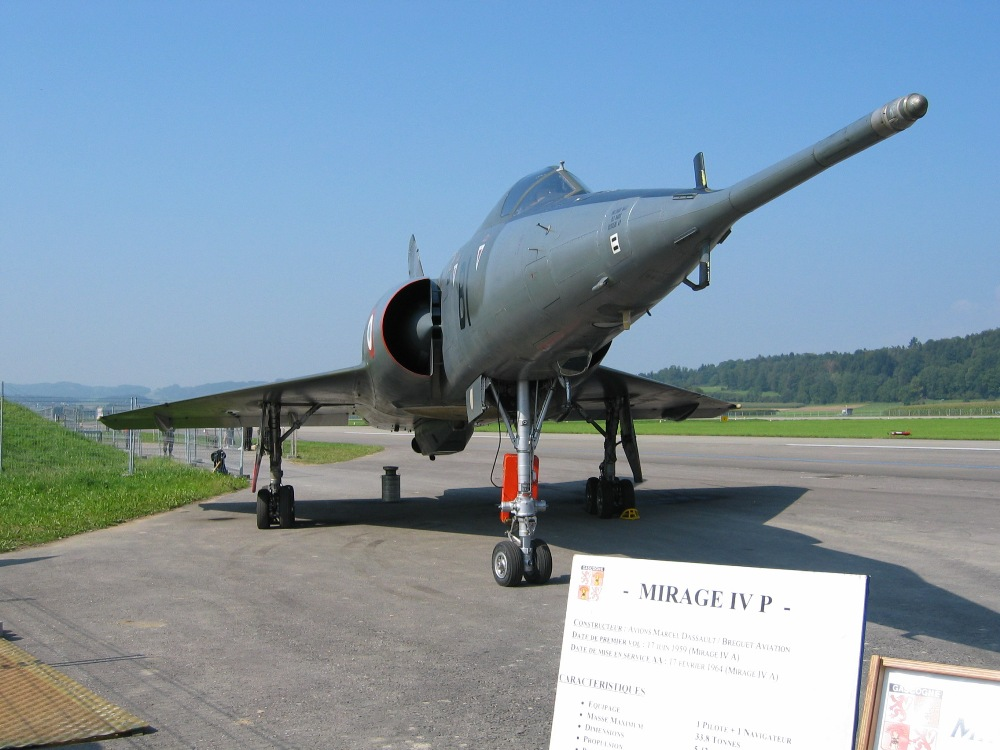
Mirage IVA

### Đặc điểm riêng
- Phi đoàn: 2 (phi công và sĩ quan dẫn đường/vũ khí)
- Chiều dài: 23.50 m (77 ft)
- Sải cánh: 11.84 m (38 ft 11 in)
- Chiều cao: 5.65 m (18 ft 6 in)
- Diện tích cánh: 78.0 m² (840 ft²)
- Trọng lượng rỗng: 14.500 kg (32.000 lb)
- Trọng lượng cất cánh: 31.600 kg (69.700 lb)
- Trọng lượng cất cánh tối đa: 33.475 kg (73.645 lb)
- Động cơ: 2× động cơ phản lực SNECMA Atar 9K-50, 49.2 kN (11.060 lbf) và 70.6 kN (15.870 lbf) khi đốt nhiên liệu lần hai

### Hiệu suất bay
- Vận tốc cực đại: Mach 2.2 (2.695 km/h, 1674 mph)
- Tầm bay: 4.000 km (2.200 nm, 2.500 mi) - bán kính chiến đấu 1.240 km
- Trần bay: 20.000 m (66.000 ft)
- Vận tốc lên cao: 43.1 m/s (8.490 ft/min)
- Lực nâng của cánh: 405–429 kg/m² (83-88 lb/ft²)
- Lực đẩy/trọng lượng: 0.46

### Vũ khí
- Radar dẫn đường Thomson-CSF
- Thiết bị cảm biến trinh sát chiến lược CT-52
- Radar xung Doppler
- Bom hạt nhân:
  - 1× AN-11
  - 1× AN-22
- Tên lửa:
  - AIM-9 Sidewinder
  - R550 Magic

## Nội dung liên quan

### Máy bay có cùng sự phát triển
- Dassault Mirage III

### Máy bay có tính năng tương đương
- Avro Vulcan
- B-58 Hustler
- BAC TSR-2
- Tupolev Tu-22
- General Dynamics F-111

### Trình tự thiết kế
- III - IIIV - IV - 5 - 50 - F1

### Danh sách
- Danh sách máy bay ném bom
- Danh sách máy bay quân sự của Pháp